# Ostheim (Hofheim in Unterfranken)
Ostheim ([ˈɔstˌhaɪ̯m] ) ist ein Gemeindeteil der Stadt Hofheim in Unterfranken im Landkreis Haßberge in Bayern.

## Geographie und Verkehrsanbindung
Der ehemalige Markt liegt knapp zwei Kilometer südlich von Hofheim in Unterfranken an der Aurach, einem linken Zufluss der Nassach. Die Aurach fließt am nordöstlichen Ortsrand vorbei. Die Staatsstraße 2281 und die Kreisstraße HAS 7 durchqueren den Ort. Unweit nördlich verläuft die Bundesstraße 303.

## Geschichte
Die erste urkundliche Erwähnung von Ostheim datiert auf den 12. Juni des Jahres 1231, als Ludwig von Raueneck mit dem Würzburger Bischof Hermann I. von Lobdeburg einen Vertrag schloss, worin auch das Adelsgeschlecht der Edlen von Ostheim Erwähnung fand. Grundsätzlich weist der Namensbestandteil Ost- darauf hin, dass es sich um eine spätere Ausbausiedlung handelt, welche östlich eines älteren Hauptortes liegt. Als Hauptort ist Hofheim anzunehmen, wo sich noch heute der Pfarrsitz für die frühere Filiale Ostheim, seit dem 8. August 1698 zur Kaplanei erhoben, befindet.
Bis 1704 teilten sich mehrere, öfter wechselnde Herrschaften den Ort. Von diesen besaßen die Herren von Lichtenstein dort einen Ansitz, also ein befestigtes Haus oder eine kleine Burg samt Hof, Scheuern und Nebengebäuden, bei der Kirche, in dem Bereich, wo sich heute das Zehnthaus befindet. Möglicherweise stecken Reste dieser Burg in den Mauern oder Fundamenten des Zehnthauses. Dieser lichtensteinische Besitz kam 1608 durch Verkauf an das Hochstift Würzburg, seinerzeit regiert von Julius Echter von Mespelbrunn (reg. 1573–1617). In der Folge gelang es Würzburg bis 1704, seine Verfügungsgewalt auf den gesamten Ort auszuweiten. Genau 99 Jahre, also bis zur Säkularisation 1803, dauerte diese Zugehörigkeit. Von Churbaiern Ende 1802 besetzt, 1803 offiziell einverleibt, bereits 1806 an Ferdinand von Toscana, den neuen Großherzog von Würzburg abgetreten, folgte 1814 der endgültige Anschluss an das inzwischen zum Königreich aufgestiegene Bayern, wo es trotz wechselnder Regierungsformen bis heute geblieben ist.
Die ehemals selbständige Gemeinde wurde im Zuge der Gebietsreform in Bayern am 1. Januar 1975 nach Hofheim eingegliedert.

## Baudenkmäler
Die katholische Ortskirche St. Nikolaus wurde in mehreren Phasen erbaut. Ältester Teil ist der Chorflankenturm, der in seinem Unterbau noch aus dem Spätmittelalter stammt und eine Überarbeitung im Stil der Echtergotik aufweist. In den Jahren 1678/79 wurde der Spitzhelm durch eine barocke Zwiebelhaube mit zwei übereinander gesetzten Laternen ausgetauscht. Solch eine Doppelung der Laterne ist relativ selten und könnte daher rühren, dass man zwar einen modernen Turmabschluss in Zwiebelform haben wollte, welcher aber etwa genauso hoch sein sollte wie sein spätgotischer Vorgänger. Zum eigentlichen Kirchengebäude wurde am 15. Oktober 1725 der Grundstein gelegt. Im Folgejahr 1726 konnte der barocke Saalbau mit Volutengiebel und eingezogenem Chor, außen durch Hausteingliederungen gestaltet, gesegnet und damit genutzt werden. Als Baumeister trat Johann Georg Bierdümpfel aus dem benachbarten Goßmannsdorf auf, ein Steinhauer- und Maurermeister, der als ehemaliger Palier und Schüler des Würzburger Hofbaumeisters Joseph Greissing bekannt wurde. Auch an der Ostheimer Kirche ist seine Orientierung am Stil Greissings sehr deutlich zu erkennen. Erst am 16. April 1735 führte der Würzburger Weihbischof Johann Bernhard Mayer die feierliche Konsekration des Gotteshauses und seiner drei Altäre durch. Im Innern befindet sich eine Kanzel aus der Werkstatt des Johann Thomas Wagner von 1727, während der Hochaltar die Arbeit eines Schreiners aus Gabolshausen ist. 1774 lieferte Johann Peter Herrlein das Altarblatt dazu. Etwas älter sind den Formen nach die beiden Seitenaltäre, wie auch der barocke Orgelprospekt aus der Werkstatt des Würzburger Hoforgelbauers Johann Philipp Seuffert. Durch die Firma Georg Weishaupt wurde 2002 ein vollständig neues Innenleben mit 15 klingenden Registern auf zwei Manualen und Pedal geschaffen.
1675 errichtete der einheimische Maurermeister Wüppert an der Straße nach Rügheim eine Marienkapelle zur schmerzhaften Muttergottes, die teils nachgotische Formen aufweist. Ob dabei ältere Teile wiederverwendet oder direkt einbezogen wurden, geht nicht aus den Aufzeichnungen hervor, ist aber anzunehmen. Jedenfalls war sie lange Zeit Wallfahrtsort mit einer – inzwischen versiegten – Quelle.

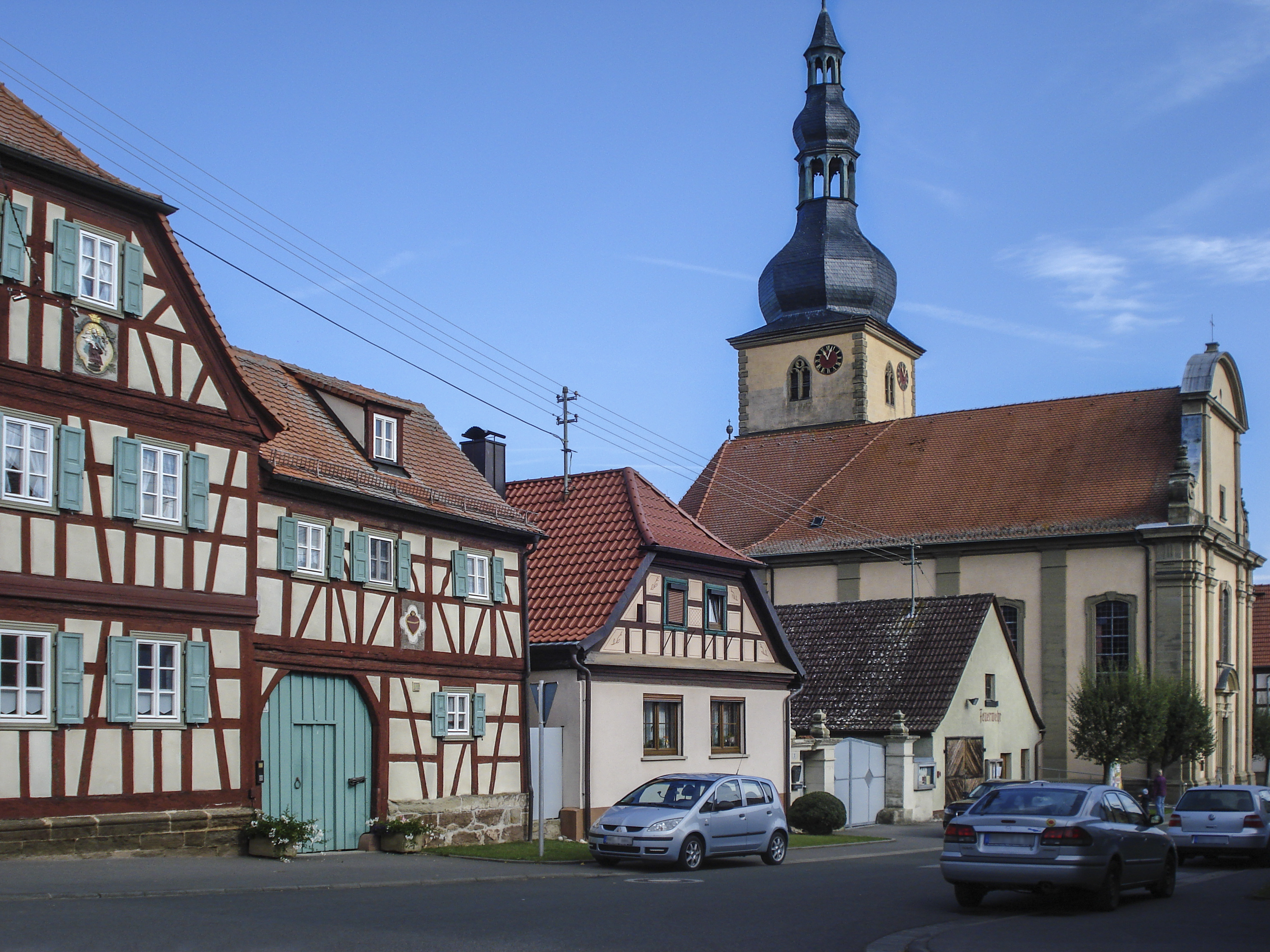
Ortsbild mit der katholischen Kirche St. Nikolaus

Neben der Ortskirche befindet sich ein historischer Zehnthauskomplex, bestehend aus einem Solitärbau von 1671, dem eigentlichen Zehnthaus von 1701 und einem 1741 angefügten Schüttbau, zuletzt bis zur Eingemeindung als Rathaus benutzt. Am Obergeschoss befindet sich teils sehr schönes Fachwerk, in das über dem Hauptportal das Wappen des Fürstbischofs Johann Philipp II. von Greiffenclau (reg. 1699–1719) als geschnitztes Holzrelief eingelassen ist. Bei der Erweiterung 1741 brachte man darüber eine Inschrift für den seinerzeit regierenden Fürsten Friedrich Carl von Schönborn (reg. 1729–1746) an.
- Rathaus Ostheim (Hofheim in Unterfranken)